# Pentosúria

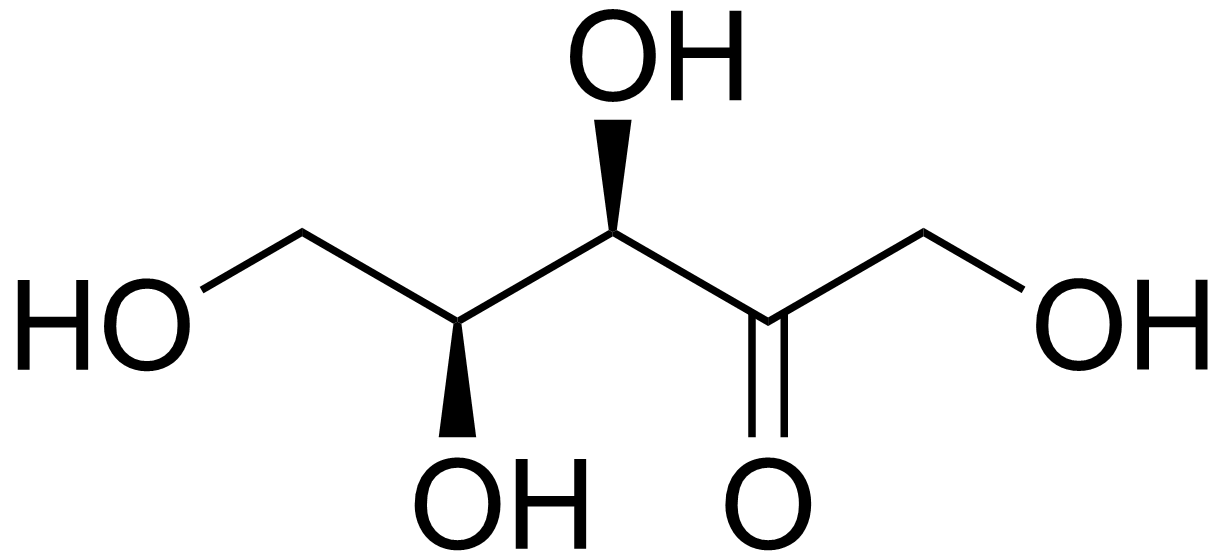
Xylulose

A pentosúria é uma patologia de origem genética, causada por um erro inato do metabolismo. É caracterizada pela eliminação de xilulose na urina.